# كلية الطب في بلزن (جامعة تشارلز)

كلية الطب في  بلزن ((باللغة التشيكية: Lékařská fakulta v Plzni, Univerzita Karlova v Praze))، هي واحدة من خمس كليات طبية في جامعة تشارلز . إنها من بين ال 17 كلية في هذه الجامعة وهي في نفس الوقت واحدة من كليات جامعة تشارلز الثلاث التي لا يوجد مقرها في براغ (تقع الأخريتان في هرادتس كرالوفا ). يتم التدريس والبحث العلمي للطلاب فيها بالتعاون الوثيق مع مستشفى الكلية الجامعي في بلزن .

## التاريخ
تأسست بموجب المرسوم الرئاسي رقم 135/1945 بتاريخ 27 أكتوبر  1945 ، في الأصل فقط كفرع لكلية الطب بجامعة تشارلز في  براغ ، تم التمييز بينها وبين المركز الرئيسي في براغ عام 1953، ورغم التمييز ظلت فرعًا لكلية الطب. ولم تصبح كلية طبية مستقلة حتى عام 1959 . في يونيو 2022 ، تمت الموافقة على الانتقال إلى الحرم الجامعي الجديد في المنطقة المجاورة مباشرة للمستشفى الجامعي في بلزن لوخوتين لكل هيئات الكلية، حيث تم تجميع جميع الأقسام فيه، باستثناء قسم التربية البدنية، الذي لا يزال موجودًا خارجه، ولكن بناء قاعة رياضية في الحرم الجامعي مخطط له في المستقبل. تم عرض مكتب العميد القديم في شارع هوسوفا وجناحي بافلوف وبروخازكوف القديمين، بعد انتقال كل هيئات الكلية للحرم الجديد، تم عرضها للبيع.

## التعليم
يتم تنظيم الدراسات بشكل مشابه للكليات  الأوروبية الأخرى. وهي مقسمة إلى فرعين. الطب البشري العام الذي يحصل خريجوه على لقب MUDr. وكذلك مجال طب الأسنان الذي يحصل خريجوه على لقب MDDr. تستغرق دراسة الطب
البشري العام ست سنوات ، وتستغرق دراسة طب الأسنان خمس سنوات.
للقبول ، يجب على الطالب اجتياز امتحان القبول في الفيزياء والكيمياء والأحياء.
في كل عام ، يتم قبول ما يقرب من 230 طالبًا في الكلية لدراسة مجال الطب البشري العام و 50 طالبًا في مجال طب الأسنان.
يعمل برنامج دراسة الدكتوراه في الكلية منذ عام 1992. ويمكن دراسة المجالات التالية:  علم التشريح ، و علم الأنسجة و علم الأجنة ، و الجراحة ، وعلم الأمراض الجلدية ، و طب الأطفال ، وعلم العقاقير الطبية ، و علم وظائف الأعضاء ، و أمراض النساء والتوليد ، والصحة العامة ، والطب الوقائي و علم الأوبئة ، طب الأعصاب والطب النفسي ، طب الأنف والأذن والحنجرة ، علم الأمراض ، الطب الاجتماعي ، طب الأسنان ، الطب الباطني ، الأشعة.
منذ عام 1997 ، أصبح من الممكن الدراسة في الكلية في ما يسمى بجامعات العصر الثالث. يدرس الأشخاص في سن التقاعد في دورة مدتها سنتان بعنوان الإنسان في الصحة والمرض ، في الفصلين الأولين، يدرسون المجالات النظرية، أما الفصلين الأخيرين فمخصصان للمجالات السريرية.

## البحث العلمي
تجري الكلية أبحاثًا في مجالات  علم الوراثة والمناعة وتأثير البيئة على صحة الإنسان وعلم الأوبئة والوقاية والعلاج من الأمراض المزمنة غير المعدية وعلاج  الفشل الكلوي بغسيل الكلى وزرع الكلى و  أمراض الدم والأورام وطب الأسنان و غيرها.